# Bewertung (Logik)
Bewertung wird in der Logik die Zuordnung von Wahrheitswerten zu den Aussageformeln einer Sprache auf der Grundlage einer Belegung genannt.
Von „Bewertung“ spricht man in der Aussagenlogik. Analog spricht man in der Prädikatenlogik von „Interpretation“.
Eine Belegung V der Sätze der Sprache S heißt eine Bewertung, wenn gilt:
(a) V (¬ A) = w gdw. V (A) = f
(b) V (A → B) = w gdw. V (A) = f oder V (B) = w.
Wird die Aussagenformel A durch alle Bewertungen erfüllt, so ist A aussagenlogisch wahr, allgemein gültig oder tautologisch.
Wird die Konklusion B eines Schlusses A → B durch alle Bewertungen erfüllt, die auch die Prämisse A erfüllt, so ist auch der Schluss aussagenlogisch gültig.